# Мораче, Каролина
Каролина Мораче (итал. Carolina Morace; род. 5 февраля 1964, Венеция) — итальянская футболистка и тренер.
Выступала на поцизии нападающей в ряде итальянских клубов и национальной сборной. С 1988 по 1998 год бессменно становилась лучшим бомбардиром Серии А. Первая в истории женщина, возглавившая мужскую команду. В 2014 году стала первой женщиной в Зале славы итальянского футбола.

## Карьера

### Игрок
В составе сборной Италии дебютировала в 1978 году в возрасте 15-ти (по другим данным 14-ти) лет. Всего за национальную команду провела 153 матча, забив 105 мячей. В матчах чемпионата Италии забила 554 мяча.
Входила в состав сборной на чемпионатах Европы 1984, 1987, 1989, 1991, 1993, 1995 и 1997 годов.
В 1991 году участвовала в первом чемпионате мира, забив 4 мяча в 4-х матчах. В стартовой игре на чемпионате против Тайваня сделала хет-трик, ставший первым в истории женских чемпионатов мира.
В 1990 году забила четыре мяча в товарищеском матче против Англии на стадионе «Уэмбли».

### Тренер
В июне 1999 года назначена главным тренером мужского футбольного клуба «Витербезе», выступавшего в Серии C1. Покинула пост, проведя всего две игры, из-за вмешательства президента клуба в руководство командой.
С 2000 по 2005 год возглавляла сборную Италии, дважды выведя её в финальную часть чемпионата Европы.
В феврале 2009 года возглавила сборную Канады. Под руководством Мораче канадские футболистки выиграли Золотой кубок КОНКАКАФ в 2010 году, дважды стали победительницами турнира на Кубок Кипра, в 2011 году выступили на чемпионате мира. Покинула сборную Канады в июле 2011 года.
С 2013 года проживала в Австралии, где руководила собственной футбольной школой Pro Soccer Coaching и работала техническим директором клуба «Флореат Афина» из Перта. В декабре 2016 года возглавила сборную Тринидада и Тобаго.
В июле 2017 года Мораче и члены её тренерского штаба покинули Тринидад и Тобаго, расторгнув контракт из-за задержки с выплатой заработной платы. В июне 2018 года она была назначена на пост главного тренера вновь созданной женской команды футбольного клуба «Милан».
С июля 2023 года по 7 февраля 2024 года — главный тренер английского женского клуба «Лондон Сити Лайонессес».

## Личная жизнь
В 1996 году получила юридическое образование.
Работала комментатором на итальянском телевидении, а также вела колонку в La Gazzetta dello Sport.
В 2015 году стала прообразом героини комиксов «Ælfio e i Satanelli!».

## Достижения
Чемпионка Италии (12): 1984, 1986, 1987, 1988, 1990, 1991, 1992, 1994, 1995, 1996, 1997, 1998
Обладательница Кубка Италии (2): 1985, 1987
Обладательница Суперкубка Италии: 1997